# Insurgência Naxalita
A insurgência Naxalita é um conflito armado em curso  entre os grupos maoístas, conhecidos como naxalitas ou Naxals, e o governo da Índia .
A insurgência começou como uma revolta camponesa no vilarejo indiano de Naxalbari em 1967 e atualmente tem se espalhado para uma grande área na parte central e o leste do país, conhecido como "Corredor Vermelho". O conflito em sua forma atual começou após a formação, em 2004, do Partido Comunista da Índia (Maoista) (PCI-Maoista), um grupo rebelde composto pelo Grupo de Guerra Popular e o Centro Comunista Maoista. Em janeiro de 2005, as negociações entre o governo do estado de Andhra Pradesh e o PCI-Maoista foram interrompidas e os rebeldes acusaram as autoridades de não atender suas demandas por uma trégua escrita, libertação de prisioneiros e redistribuição de terras. O conflito ocorria em um vasto território (cerca de metade dos 29 estados da Índia), com centenas de pessoas sendo mortas anualmente em confrontos entre o PCI-Maoista e o governo todos os anos desde 2005.
O braço armado dos naxalitas-maoístas é chamado de Exército de Guerrilha da Libertação do Povo e estima-se que tenha entre 6 500 e 9 500 quadros, a maioria armados com armas de pequeno porte. 
Em 2006, o primeiro-ministro Manmohan Singh chamou os naxalitas de "o maior desafio de segurança interna único que nunca enfrentado por nosso país."  Em 2009, ele disse que o país estava "perdendo a batalha contra os rebeldes maoístas".
A pretensão dos naxalitas é serem apoiados por populações rurais mais pobres, especialmente os dalits e adivasis. Frequentemente atacam a polícia tribal e funcionários do governo em uma ação na qual reivindicam ser uma luta pela melhoria dos direitos à terra e mais empregos para os trabalhadores agrícolas negligenciados e para os pobres, seguindo uma estratégia de revolta rural semelhante ao da guerra popular prolongada contra o governo.
No entanto, são frequentes os assassinatos de aldeões, que são acusados de proteger operações de mineração ilegal em troca de dinheiro, e ataques a escolas e projetos de infra-estrutura. Os naxalitas também foram acusados pelas Nações Unidas e outras organizações de recrutamento de crianças de até seis anos de idade. Outras acusações referem-se ao uso de crianças e mulheres como escudos humanos e a estupros cometidos contra mulheres de áreas rurais e tribais. 
Em fevereiro de 2009, o governo central indiano anunciou uma nova iniciativa nacional chamada de Plano de Ação Integrado para amplas operações coordenadas destinadas a lidar com o problema naxalita em todos os estados afetados, nomeadamente Karnataka, Chhattisgarh, Odisha, Andhra Pradesh, Maharashtra, Jharkhand, Bihar, Uttar Pradesh e Bengala Ocidental. Este plano incluía o financiamento de projetos de desenvolvimento econômico grassroots em áreas afetadas pelos naxalitas, bem como o aumento do financiamento especial da polícia para melhor contenção e redução da influência naxalita.  Após o primeiro ano completo de implementação desse programa nacional, Karnataka foi removido da lista de estados afetados pela atividade naxalita em agosto de 2010. Em julho de 2011, o número de áreas afetadas por naxalitas foi reduzida para (incluindo a inclusão proposta de 20 distritos) 83 distritos em nove estados. Em dezembro de 2011, o governo nacional informou que o número de mortes e feridos relacionados aos naxalitas em todo o país diminuiu quase 50% em relação aos níveis de 2010.
Em 2010, o ministro do Interior da Índia, Gopal Krishna Pillai, declarou reconhecer que há reivindicações legítimas no que diz respeito ao acesso da população local as áreas florestais e a produção e distribuição dos benefícios da mineração e da energia hidrelétrica, porém afirma que que os naxalitas planejam a longo prazo a criação de um estado marxista. Igualmente afirmou que o governo decidiu confrontar os naxalitas e recuperar grande parte das áreas perdidas.
A insurgência naxalita-maoísta ganhou atenção da mídia internacional depois que um ataque naxalita em 2013 no vale de Darbha resultou na morte de cerca de 24 líderes do Congresso Nacional Indiano, incluindo o ex-ministro de Estado Mahendra Karma e o chefe do Congresso Chhattisgarh Nand Kumar Patel.